# Congruência de Zeller
Congruência de Zeller é um algoritmo criado por Christian Zeller para calcular o dia da semana de qualquer data nos calendários juliano ou gregoriano.

## Fórmula
Para um calendário gregoriano, a congruência de Zeller é
{\displaystyle h=\left(q+\left\lfloor {\frac {(m+1)26}{10}}\right\rfloor +K+\left\lfloor {\frac {K}{4}}\right\rfloor +\left\lfloor {\frac {J}{4}}\right\rfloor -2J\right)\mod 7,}
Já para o calendário juliano, ela é
{\displaystyle h=\left(q+\left\lfloor {\frac {(m+1)26}{10}}\right\rfloor +K+\left\lfloor {\frac {K}{4}}\right\rfloor +5-J\right)\mod 7,}
em que
- h é o dia da semana (0 = sábado, 1 = domingo, 2 = segunda, …)
- q é o dia do mês
- m é o mês (3 = março, 4 = abril, 5 = maio, …)
- K é o ano do século ({\displaystyle ano\mod 100})
- J é o século ({\displaystyle \lfloor ano/100\rfloor }) (por exemplo, para 1995 o século seria 19, ainda que na realidade o século seria XX)

Nota 1: Neste algoritmo, janeiro e fevereiro são contados como os meses 13 e 14 do ano anterior. Em outras palavras, dado um ano X qualquer, para calcular o dia da semana desse ano no mês de janeiro ou fevereiro, deve-se calcular como se o ano fosse X-1. Por exemplo: para saber o dia da semana do ano de 1995 de todos os meses de março a dezembro, usa-se a fórmula como está prescrita acima, mas para saber o dia da semana do mês de janeiro e fevereiro do ano de 1995, deve-se considerar K = 1994.
Nota 2: Para o dia do mês em ISO (1 = segunda, …), use {\displaystyle d=((h+5)\mod 7)+1}

### Implementação em software
As fórmulas anteriores requerem a definição matemática da operação módulo, que significa que {\displaystyle -2\mod 7=+5}. Entretanto, a maioria das linguagens de programação implementam a função de resto, de forma que {\displaystyle -2\mod 7=-2}. Portanto, para implementar a congruência de Zeller em um computador, as fórmulas devem ser alteradas para assegurar um numerador positivo. A forma mais simples de se fazer isso é substituir {\displaystyle -2J} por {\displaystyle +5J} e {\displaystyle -J} por {\displaystyle +6J}. Assim, as fórmulas se tornam:
{\displaystyle h=\left(q+\left\lfloor {\frac {(m+1)26}{10}}\right\rfloor +K+\left\lfloor {\frac {K}{4}}\right\rfloor +\left\lfloor {\frac {J}{4}}\right\rfloor +5J\right)\mod 7,}
para o calendário gregoriano e
{\displaystyle h=\left(q+\left\lfloor {\frac {(m+1)26}{10}}\right\rfloor +K+\left\lfloor {\frac {K}{4}}\right\rfloor +5+6J\right)\mod 7,}
para o calendário juliano.
Zeller usava aritmética decimal, e achou conveniente usar {\displaystyle J} & {\displaystyle K} para representar o ano. Mas usando um computador é mais simples lidar com o ano modificado Y usando Y, Y div 4, e para o calendário gregoriano também Y div 100 & Y div 400.